# Wim van de Pol
Wim van de Pol (Delft, 18 juli 1960) is een Nederlandse schrijver, onderzoeksjournalist en uitgever. Hij is hoofdredacteur van de website Crimesite en mede-eigenaar van de gelijknamige uitgeverij. Eind 2023 verscheen het boek Het Heineken-losgeld, dat hij samen schreef met Harry Lensink. Het boek volgt het spoor van de 8 miljoen gulden aan losgeld die Heineken-ontvoerders Willem Holleeder en Cor van Hout in 1983 lieten verdwijnen. Van de Pol was dertien jaar werkzaam voor het NOS Journaal en ruim drie jaar voor het tv-programma Zembla.

## Boeken
Het boek Holleeders onderwereld uit 2019 bevat onthullingen en inzichten uit de zaak-Willem Holleeder en wordt voorafgegaan door een voorwoord van advocaat Sander Janssen. In 2017 verscheen (On)terecht Levenslang (met medeauteur Klaas Langendoen) over de zaak van de in Nederland in 2002 levenslang gestrafte Hüseyin Baybaşin. In 2014 publiceerde hij de biografie van oud-officier van justitie en staatssecretaris Fred Teeven: Fred en de Wet (2014). Daarvoor schreef hij Dossier Holloway, over het politieonderzoek naar de verdwijning van Natalee Holloway (2013, samen met Vincent Verweij). In 2012 verscheen Cold Cases, over onopgeloste moord- en verdwijningszaken (samen met Vincent Verweij en Timo van der Eng). In mei 2012 kwam het boek Zellingwijk, besmet verleden, schone toekomst uit. In dat boek beschrijft Van de Pol (met historicus Frans Dingemans) het resultaat van (archief)onderzoek naar de geschiedenis van het dumpen van zeer giftig chemisch afval langs de Hollandsche IJssel en het lot van bewoners van de Zellingwijk in Gouderak van wie de huizen in de jaren tachtig werden gesloopt omdat die op zwaar vervuilde grond bleken te zijn gebouwd.
In 2010 nam Van de Pol samen met compagnons Vincent Verweij en Timo van der Eng de website crimesite.nl over, een website met nieuws en achtergronden over (georganiseerde) criminaliteit. In 2011 publiceerde Van de Pol samen met Vincent Verweij De Liquidatie Dossiers (bij uitgeverij Crimesite) over onderwereldmoorden in Amsterdam. In het najaar van 2010 onthulde Van de Pol samen met regisseur Verweij dat toenmalig PVV-Kamerlid Eric Lucassen zijn buurtgenoten in Haarlem had bedreigd en diverse malen was aangehouden door de politie. In 2012 publiceerde Crimesite Berichten uit de bajes: De Zwarte Cobra in Amerika, waarin de Utrechtse crimineel Henk Rommy zijn leven in een gevangenis in de Verenigde Staten beschrijft, met een biografie van Rommy door Van de Pol. 
Van 2007 tot 2010 was hij nauw betrokken bij de ontwikkeling van het criminologische tijdschrift Crimelink, dat door oud-rechter, journalist en criminoloog Archie Barneveld werd opgezet. In 2006 werkte Van de Pol voor televisie en tijdschriften en publiceerde een boek over telefoontappen en internettappen door de Nederlandse overheid: Onder de Tap (2006). Hij publiceerde veel over georganiseerde criminaliteit (onder meer over Mink Kok) en schreef voor Crimelink over de bestrijding van Turkse criminaliteit in Nederland. Van de Pol schreef ook veel over de zaak van Hüseyin Baybaşin, die in 2002 door het gerechtshof in Den Bosch tot levenslang werd veroordeeld op basis van afgeluisterde telefoontaps. De Hoge Raad wees in 2017 een herzieningsverzoek in de zaak af.
Hij was in 2006 betrokken bij het concept en het opzetten van een wereldwijd (video)nieuwsprogramma voor het intranet van Philips. Verder schreef hij scripts voor televisiecommercials.

## Televisie
In 1998 zette hij samen met Lex Runderkamp de onderzoeksredactie van het NOS Journaal op, waar hij in 1992 in vaste dienst was getreden. Tijdens de oorlog in het voormalige Joegoslavië reisde hij verschillende malen als producer voor het NOS Journaal naar Bosnië, Kroatië en Servië. Met verslaggever Gerri Eickhof werkte hij als producer in Rwanda, Burundi en Congo. Hij verbleef twee maanden in het toenmalige Zaïre en maakte de val van dictator Mobutu mee. Hij maakte voor de NOS reizen als verslaggever en producer naar Suriname. Van 2002 tot 2005 werkte Van de Pol voor het televisieprogramma Zembla als researcher. Hij maakte er met verschillende verslaggevers programma's over onder meer afluisteren van telefoons in de zaak-Baybaşin, de wietteelt in Nederland, de Amsterdamse onderwereld, omstreden beklimmingen van alpinist Ronald Naar en de Belgische X-dossiers.

## VARA-radio
Van de Pol begon zijn journalistieke carrière met het vervullen van vervangende dienstplicht bij de VARA-radio. Vervolgens startte hij in de journalistiek als freelancer. Hij werkte onder meer bij de radio-actualiteitenrubriek van de VARA en maakte onder meer een radiodocumentaire over de Surinaamse schrijver Anton de Kom. Ook was hij verslaggever voor een serie radioprogramma's over de jaren tachtig. Voor dagblad Trouw en de VARA maakte hij in 1991 op het platteland van Peru en in de Castro Castro-gevangenis van Lima reportages over de guerillabeweging Lichtend Pad (Sendero Luminoso).

## Opleiding
Van de Pol ging na een atheneumopleiding op de scholengemeenschap Schoonoord in Zeist naar de universiteit van Utrecht. Hij specialiseerde zich in stedelijke problematiek van ontwikkelingslanden en nam deel aan onderzoeksprogramma's in La Paz en in Al-Qadarif, Soedan. Zijn scriptie behandelde de variaties in inkomen van bewoners in een arme wijk in de periferie van La Paz. In 1987 haalde hij zijn doctoraalexamen sociale geografie.

## Externe bronnen
- Crimesite

Zembla-afleveringen:
- Afluisteren (2003)
- Ruzie om de top (2003)
- Onrust in de Onderwereld (2003)
- X-Dossiers (deel 1) (2004)
- X-Dossiers (deel 2) (2004)
- Computerterreur (2004)
- De macht van de Hells Angels (2004)
- Wapens te koop (2005)
- Faillissementsfraude voor beginners (2005)
- Radiodocumentaire over Anton de Kom